# Blepharipa mutans
Blepharipa mutans là một loài ruồi trong họ Tachinidae.